# Sitamacho lesserti
Espèce
Synonymes
- Hybosida lesserti Berland, 1920

Sitamacho lesserti est une espèce d'araignées aranéomorphes de la famille des Palpimanidae.

## Distribution
Cette espèce est endémique du Kenya.

## Description
Le mâle holotype mesure 2,7 mm.

## Systématique et taxinomie
Cette espèce a été décrite sous le protonyme Hybosida lesserti par Berland en 1920. Elle est placée dans le genre Sitamacho par Wood, Kulkarni, Ramírez et Scharff en 2024.

## Étymologie
Cette espèce est nommée en l'honneur de Roger de Lessert.

## Publication originale
- Berland, 1920 : « Diagnoses préliminaires d'araignées d'Afrique orientale. Voyage de Ch. Alluaud et R. Jeannel (1re note). » Bulletin de la Société entomologique de France, vol. 1919, p. 347-350 (texte intégral).